# Šternberk (stacja kolejowa)
Šternberk – stacja kolejowa w Šternberku, w kraju ołomunieckim, w Czechach. Znajduje się na wysokości 255 m n.p.m.
Na przystanku istnieje możliwość zakupu biletów na wszystkiego rodzaju pociągi oraz rezerwacji miejsc. 

## Linie kolejowe
- 290 Olomouc – Šumperk